# Cheignieu-la-Balme
Cheignieu-la-Balme è un comune francese di 158 abitanti situato nel dipartimento dell'Ain della regione dell'Alvernia-Rodano-Alpi.

## Società

### Evoluzione demografica
Abitanti censiti